# Somon Mahmadbekov
Somon Mahmadbekov (tadzjikiska: Сомон Маҳмадбеков), född 24 mars 1999, är en tadzjikisk judoutövare.

## Karriär
Vid olympiska sommarspelen 2024 i Paris tog Mahmadbekov brons i 81 kg-klassen efter att ha besegrat italienske Antonio Esposito i bronsmatchen.